# Parafia Najświętszego Serca Pana Jezusa w Tarnowskiej Woli
Parafia Najświętszego Serca Pana Jezusa w Tarnowskiej Woli – parafia rzymskokatolicka znajduje się w Tarnowskiej Woli i należy do diecezji sandomierskiej w dekanacie Nowa Dęba.
W 1922 wyodrębniona z parafii Miechocin i Majdan Królewski. Prowadzą ją księża diecezjalni. Kościół pw. Najświętszego Serca Pana Jezusa w Tarnowskiej Woli został wybudowany w 1928.

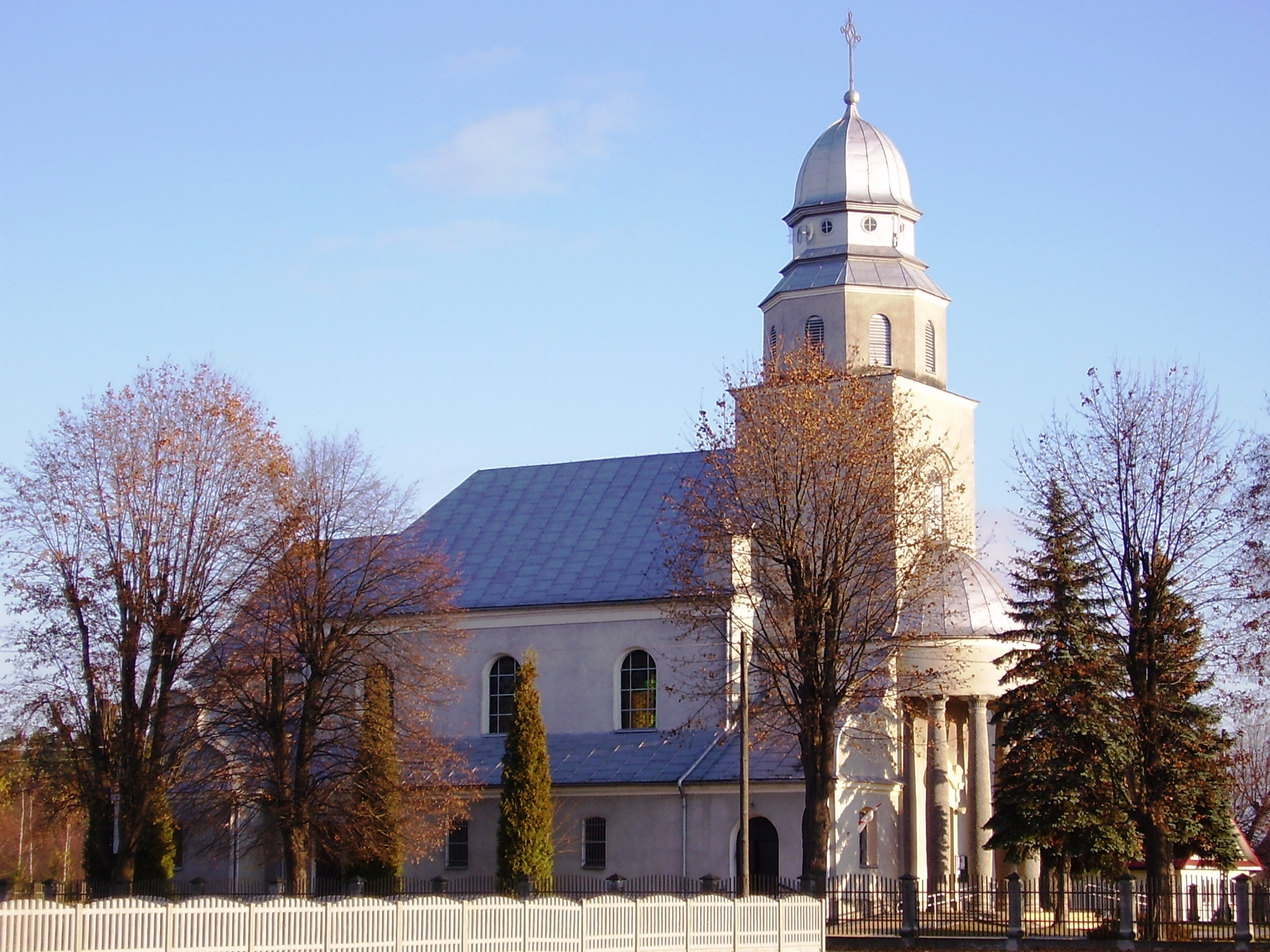